# GC Lamia
Pour les articles homonymes, voir Lamia.
Le DAK Lamía est un club majeur de volley-ball grec basé à Lamía, et évoluant au plus haut niveau national.

## Palmarès
Néant.

## Effectif de la saison en cours
Entraîneur : Nikos Neofutos  Grèce ; entraîneur-adjoint : Thamaris Giataganas  Grèce
| Numéro | Nom                     | Taille | Nationalité          | Poste |
| 1      | Costas KARAGATSOS       | 1,92   | Grèce                | C     |
| 2      | Alexis PANOURGIAS       | 1,90   | Grèce                | ?     |
| 3      | Mikalis CHRISTOPHORIDIS | 2,02   | Grèce                | C     |
| 4      | Vasilis MINOUDIS        | 1,95   | Grèce                | L     |
| 5      | Minas BIAFARA           | 1,94   | Colombie             | C     |
| 6      | Basilis ANAGNOSTOPOULOS | 1,90   | Grèce                | P     |
| 7      | Alex MORENO             | 1,99   | Colombie             | R/A   |
| 8      | Giannis LIBATHENOS      | 1,82   | Grèce                | P     |
| 9      | Demetris TITOPOULOS     | 1,95   | Grèce                | C     |
| 10     | Ilia NIKOVIC            | 1,97   | Serbie-et-Monténégro | R/A   |
| 11     | Petros PETROGLOU        | 1,98   | Grèce                | R/A   |
| 12     | Demetris APOSTOLOU      | 1,93   | Grèce                | R/A   |
| 17     | Demetris PIZOPOULOS     | 2,02   | Grèce                | R/A   |